# Cristina Scabbia
Cristina Adriana Chiara Scabbia (Milano, 6. lipnja 1972.) je talijanska pjevačica. Najpoznatija je kao pjevačica gothic metal-sastava Lacuna Coil. Piše kolumnu u rock magazinu Revolver, zajedno s glazbenikom Vinnie Paulom. 

## Osobni život i karijera
Scabbijina obitelj uključivala je dva brata i sestru koji su odrastali u glazbu. Njeni prvi glazbeni uzori su bili Genesis, Led Zeppelin, AC/DC i tradicionalna talijanska glazba. Kao dijete nikada nije željela postati pjevačica, kaže kako se to "samo dogodilo" u njenim dvadesetima, kada se počela zanimati za metal. Nikada nije uzimala satove pjevanja.
Bila je zaručena za basista Lacuna Coila, Marca Coti Zelatia. Njihova veza je trajala 10 godina, a završila je 2004. Trenutno je vezi s Jamesom Rootom iz grupe Slipknot. 
U 1991., Scabbia je bila backup vokal mnogim sastavima. Kasnije je upoznala Andreu Ferroa i basista Marca Coti Zelatia iz Lacuna Coil u milanskom Midnight klubu. Ubrzo su zajedno snimili demo u 1996., a 1997. snimaju prvi album.
Kako je rastao uspjeh Lacuna Coila tako je i Scabbia imala priliku dokazati svoje pjevačko umijeće, a bila je i gostujući vokal na albumima mnogih talijanskih glazbenika.
Scabbia je jedina žena koja je primila "Metal Icon" nagradu na godišnjoj Metal Hammer Golden Gods Awards dodjeli nagrada.

## Diskografija

### Studijski albumi
- In a Reverie -1999.
- Unleashed Memories - 2001.
- Comalies - 2002.
- Karmacode - 2006.
- Shallow Life - 2009.

### Singlovi
- "Heaven's a Lie" - 2002.
- "Swamped" - 2004.
- "Our Truth" - 2006.
- "Enjoy the Silence" - 2006.
- "Closer" - 2006.
- "Within Me" - 2007.
- "Spellbound" - 2009.
- "I Like It" - 2009.
- "I Won't Tell You" - 2009.

## Vanjske poveznice
- lacunacoil.it